# Günter W. Hager
Günter Walter Hager (* 29. August 1955 in Wels in Oberösterreich) ist ein österreichischer Koch und Buchautor. Bekanntheit erlangte Hager vor allem als erster Haubenkoch in Linz.

## Werdegang
Hager verbrachte seine Kindheit in Viechtwang bei Scharnstein im Almtal. Nach der Volks- und Hauptschule absolvierte Günter Hager eine Kochlehre. Danach folgte ein Exkurs als Landesschilehrer in Hinterstoder/Oberösterreich. Nach diversen in- und ausländischen Stationen als Koch machte sich Hager 1982 mit dem Linzer Restaurant Allegro selbstständig. Dabei erkochte er als erster Linzer Gastronomiebetrieb zwei Gault-Millau-Kochmützen („Hauben“). 1990 stieg er beim Allegro aus und schwörte den Hauben medienwirksam ab. Stattdessen eröffnete Hager in Linz das Restaurant Josef in Linz, das er seitdem betreibt, und 1996 eine Kleinbrauerei, an der per 2017 56 Mitarbeiter beschäftigt sind. 2014 wurde er als „Botschafter des Almtals“ ausgezeichnet.
Er ist Mitbegründer des parteiunabhängigen Wirtschaftsnetzwerks (WIR), das bei den Wahlen in Oberösterreich mit einer Liste antreten will.

## Autor
In seiner Zeit als aktiver Koch erschien Günter Hagers erstes Buch mit dem Titel Kalte Küche. Es folgte eine Sammlung von 42 Kolumnen im Selbstverlag. Im Oktober 2016 publizierte Hager Fucking Gastro. Im November 2017 erschien Teil II Fucking Gastro Reloaded. In den beiden letzteren Büchern schreibt er sich seinen Frust über die Schikanen von der Seele, die sein gastronomischer Werk aus seiner Sicht erschweren und popularisiert. Der Schreibstil ist eher schroff und wütend.

## Soziales Engagement
Günter W. Hager engagiert sich seit etwa 1995 mit einem Tibet-Projekt, das sich um flüchtige Tibetaner in Indien kümmert. Im Rahmen seiner Tätigkeit wurden zwei Wohnhäuser für flüchtige Tibetaner in Dharamsala finanziert sowie ein Altersheim in Ladakh. Er reist häufig in den Himalaya und nach Indien. Sieben Mal besuchte er im Rahmen seiner Tätigkeit den Dalai Lama. Als Panflötenspieler gibt er außerdem Konzerte.

## Werke
- Mit Johann Hagenauer und Franz Ebner: Kalte Küche. 2. Auflage. Trauner Verlag, 1989, ISBN 978-3-85320-358-3.
- Ungerührt. Selbstverlag, Linz 2015.
- Fucking Gastro: Frontberichte über den täglichen Wahnsinn Gastronomie. LWmedia GmbH & Co. KG, 2016, ISBN 978-3-9504163-2-9.
- Fucking Gastro Reloaded: Neue Frontberichte aus dem Vorschriften-Dschungel. LWmedia GmbH & Co. KG, ISBN 978-3-9504163-6-7.
- Danke, Tibet: wo das Glück zu Hause ist. Selbstverlag, Linz 2023.